# Poarta Jaffa
Poarta Jaffa (în ebraică שער יפו, transliterat: Sha'ar Yafo; în arabă باب الخليل, „Poarta Hebronului”; de asemenea, în arabă Bab Mihrab Daud, „Poarta nișei de rugăciune a lui David”; de asemenea Poarta lui David) este un portal de piatră în zidurile istorice ale Orașului Vechi din Ierusalim (Israel). Este una dintre cele opt porți ale cetății Ierusalim.
Poarta Jaffa este singura dintre porțile Orașului Vechi poziționată într-un unghi drept față de ziduri. Această amplasare poate să fi fost o măsură defensivă pentru a-i încetini pe atacatori sau pentru a-i orienta pe călători în direcția străzii Jaffa, pe unde soseau pelerinii la sfârșitul călătoriei lor din portul Jaffa.

## Denumiri
Atât Poarta Jaffa, cât și Strada Jaffa sunt numite după portul Jaffa, de unde profetul Iona a pornit în călătoria sa pe mare și unde debarcau pelerinii aflați în drum spre Orașul Sfânt. Autostrada 1, care începe de la capătul vestic al străzii Jaffa, se întinde pe aceeași rută către Tel Aviv-Jaffa.
Numele arab al porții, Bab el-Khalil (Poarta Prietenului), se referă la Avraam, credinciosul preaiubit al lui Dumnezeu care este înmormântat în Hebron. Din moment ce Avraam a trăit în Hebron, un alt nume pentru Poarta Jaffa este „Poarta Hebronului”. Arabii au denumit, de asemenea, această poartă Bab Mihrab Daud (Poarta nișei de rugăciune a lui David), deoarece regele David este considerat profet de către Islam. Cruciații, care au reconstruit cetatea la sud de Poarta Jaffa, au construit, de asemenea, o poartă în spatele locației actuale a Porții Jaffa, numind-o „Poarta lui David”.

## Istoric
Poarta Jaffa a fost inaugurată în anul 1538, ca parte a reconstruirii zidurilor Orașului Vechi de către Soliman Magnificul.

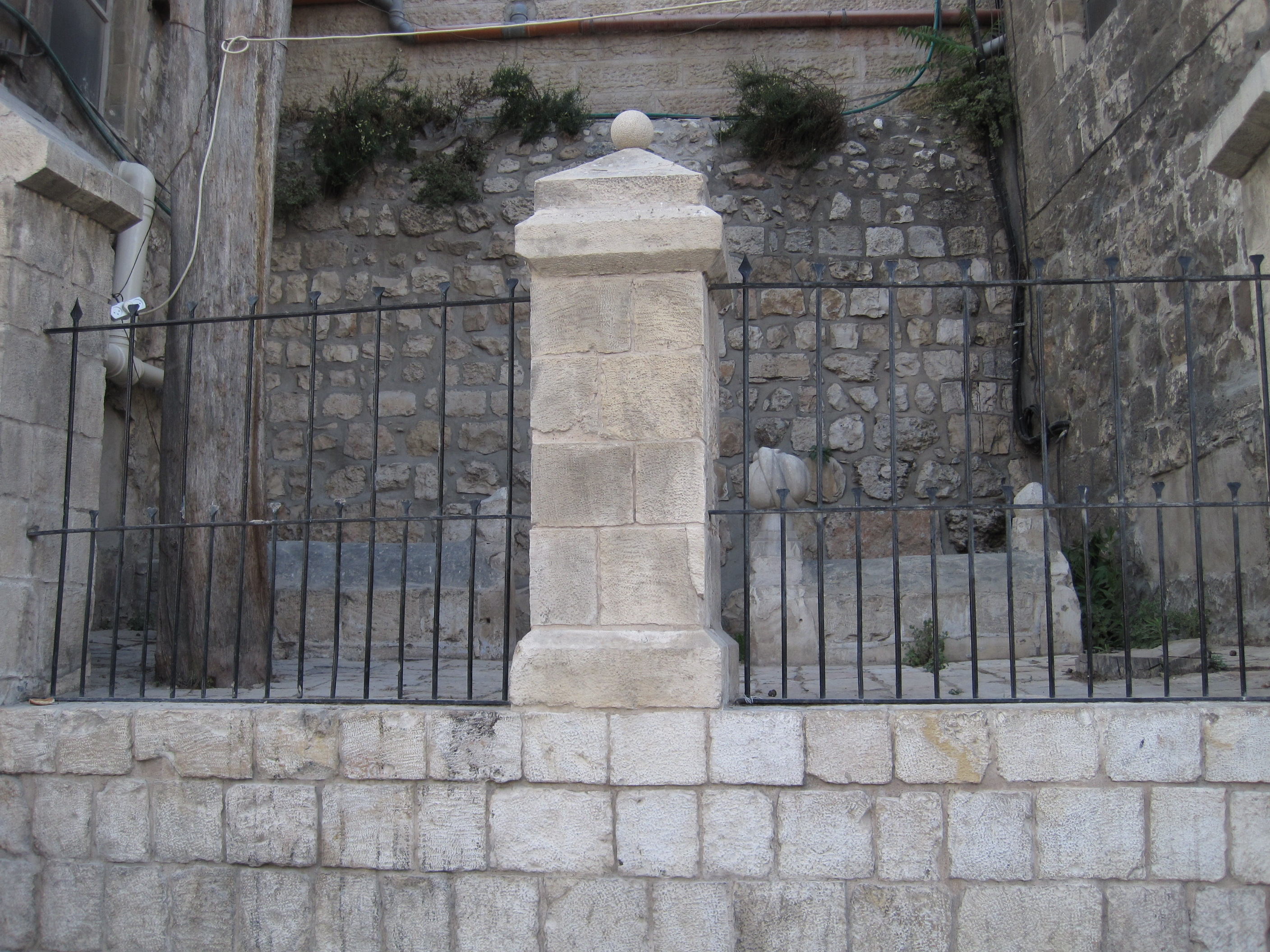
Aceste morminte sunt considerate a fi cele ale arhitecților zidurilor Orașului Vechi.

Chiar în interiorul porții, in spatele unui grilaj de fier din partea stângă, se află două morminte. Acestea sunt considerate a fi mormintele celor doi arhitecți pe care Soliman i-a însărcinat să construiască cu construirea zidurile Orașului Vechi. Potrivit legendei, Soliman a poruncit uciderea arhitecților după ce a văzut că aceștia au lăsat Muntele Sion și Mormântul regelui David în afara incintei. Cu toate acestea, în semn de respect pentru realizarea lor impresionantă, el a dispus îngroparea lor în interiorul zidurilor de lângă Poarta Jaffa.
În 1917, generalul britanic Edmund Allenby a intrat în Orașul Vechi prin Poarta Jaffa, ținând un discurs la Turnul lui David din vecinătate. Allenby a intrat în oraș pe jos în semn de respect pentru oraș și din dorința de a evita comparația cu intrarea Kaiserului în 1898. Britanicii au demolat clădirile adiacente zidurilor orașului în 1944, într-o încercare de a păstra vizibilă panorama istorică a Ierusalimului.
În timpul Războiului Arabo-Israelian din 1948, forțele israeliene au luptat din greu pentru a lega Cartierul Evreiesc al Orașului Vechi cu partea de vest a Ierusalimului ocupată de Israel prin controlul exercitat asupra Porții Jaffa. Forțele israeliene nu au reușit să obțină controlul asupra porții până la Războiul de Șase Zile din 1967.
În anul 2000 Papa Ioan Paul al II-lea a intrat prin Poarta Jaffa în Orașul Vechi în timpul vizitei sale în Israel, în Anul Sfânt.
Strada care se află la est de Poarta Jaffa a fost numită odată „Strada Capitalei”, dar astăzi este cunoscută sub numele de „Strada David” și este una dintre principalele străzi unde se pot cumpăra suveniruri.

## Arhitectură
La fel ca și pietrele folosite pentru restul zidurilor Orașului Vechi, pietrele din care a fost construită Poarta Jaffa sunt blocuri cioplite mari de culoarea nisipului. Portalul se află la o înălțime de aproximativ 6 metri, iar peretele se ridică încă șase metri mai sus.

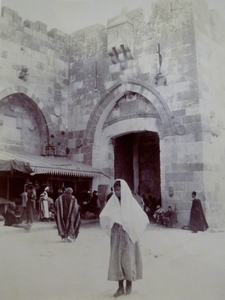
Poarta Jaffa, Ierusalim, 1891.

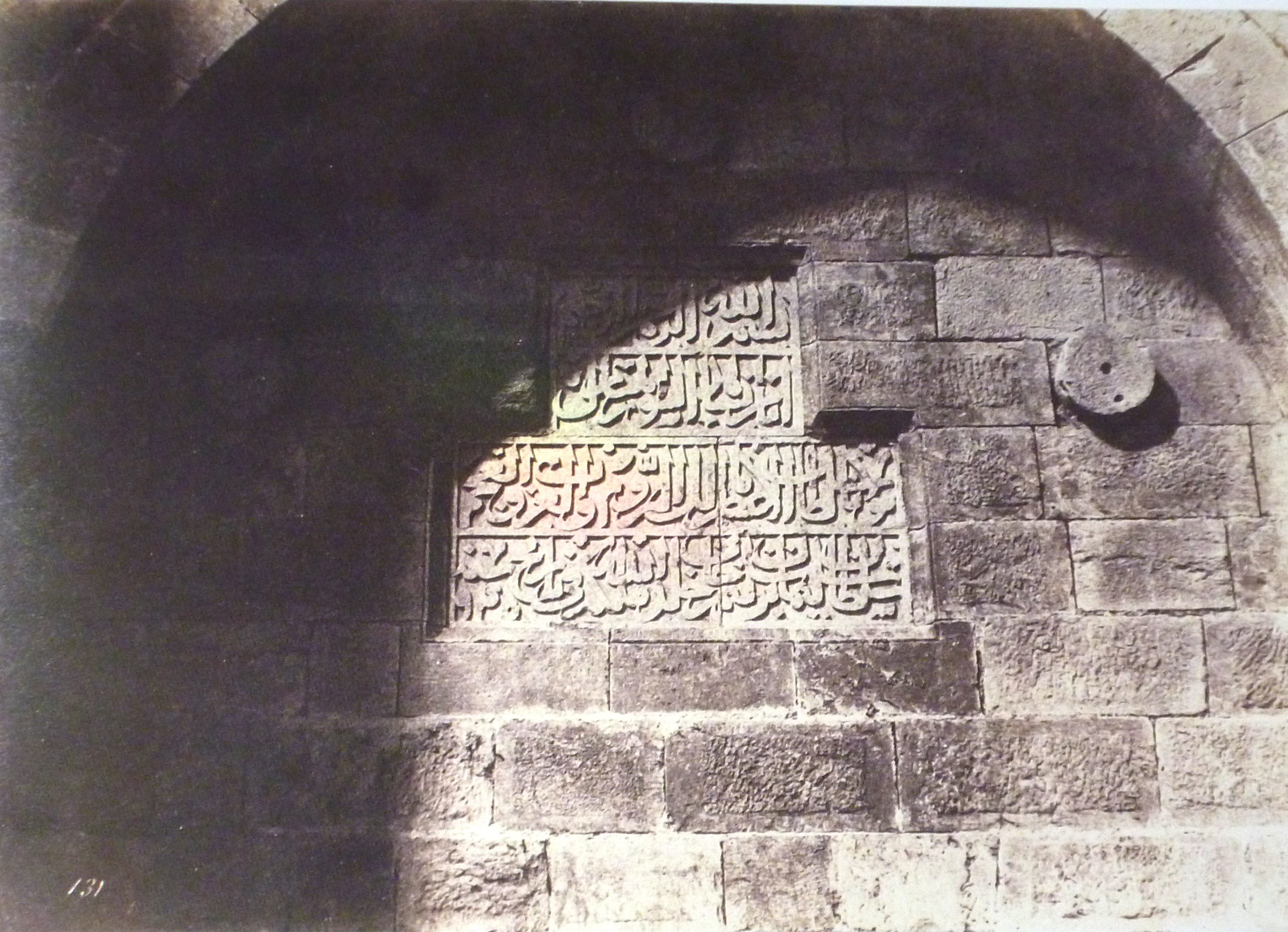
Inscripția de deasupra Porții Jaffa, 1854.

Chiar lângă poarta veche, care este folosită doar de pietoni, este o spărtură în zid pe unde trece șoseaua. Ea a fost făcută în anul 1898, când împăratul german Wilhelm al II-lea a insistat să intre în oraș călare pe calul său alb. O legendă locală spune că Ierusalimul va fi condus de un rege care va intra prin porțile orașului călare pe un cal alb, așa că pentru a satisface vanitatea împăratului și a evita soarta prezisă de legendă a fost făcută o gaură în zid pe unde să treacă pentru a nu intra călare printr-o poartă.

### Turnul lui David / Citadela
Turnul lui David este o citadelă antică situată în apropiere de intrarea prin Poarta Jaffa în Orașul Vechi al Ierusalimului. Construită pentru a întări un punct strategic slab de apărare a Orașului Vechi, cetatea care există astăzi a fost clădită în cursul secolului al II-lea î.e.n. și ulterior distrusă și reconstruită pe rând de creștini, musulmani, mameluci și cuceritorii otomani ai Ierusalimului. Ea conține vestigii arheologice importante, care datează de acum 2.700 de ani, și este un loc popular pentru organizarea de evenimente caritabile, spectacole, concerte și spectacole de sunet și lumină.

### Kilometrul Zero al Israelului

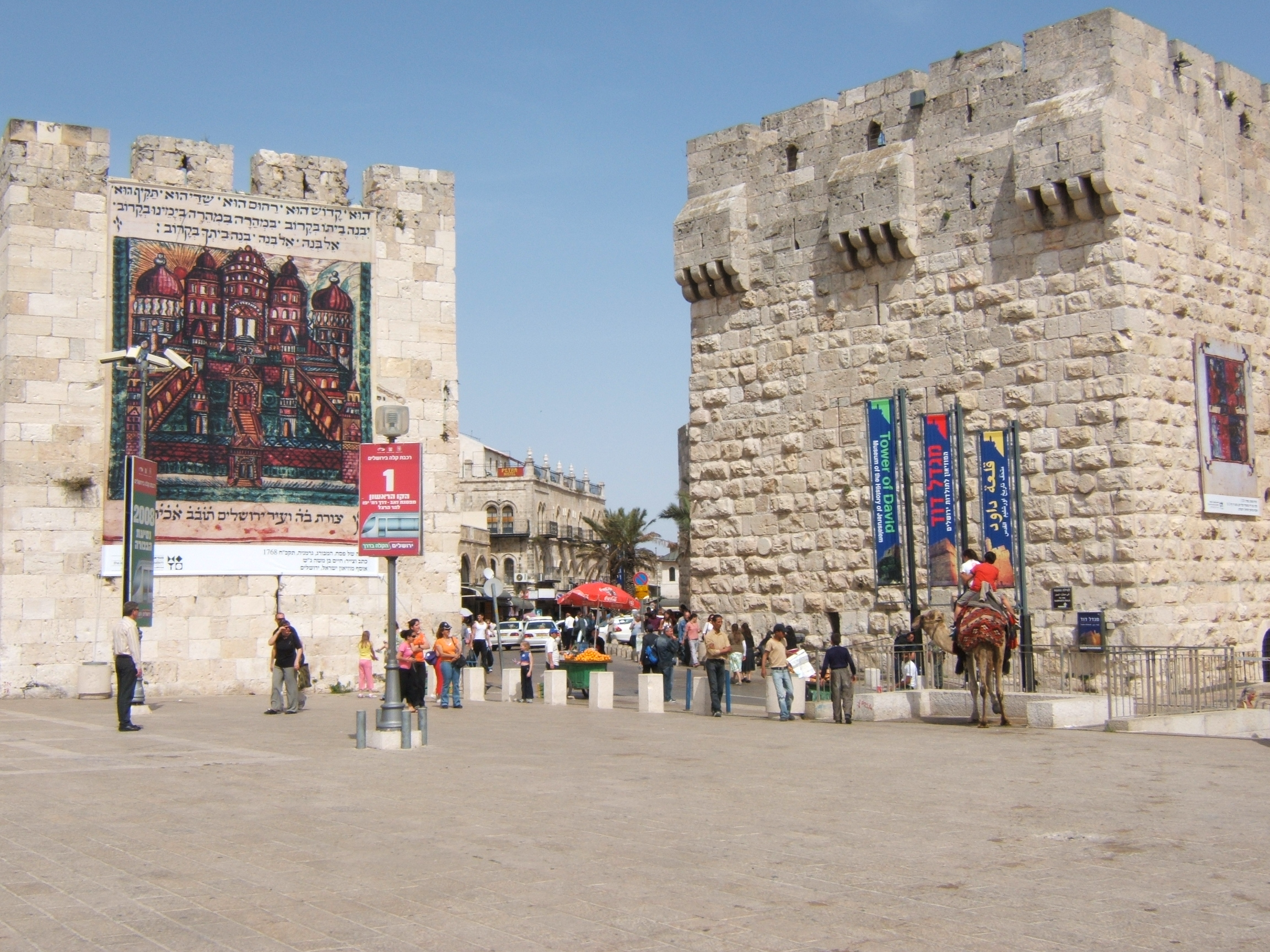
Kilometrul Zero al Israelului se află în piața de lângă Poarta Jaffa.

După recucerirea Ierusalimului în anul 132, împăratul Hadrian a reconstruit cetatea ca un oraș roman numit Aelia Capitolina, iar un stâlp înalt din piața din interiorul Porții Damascului a fost punctul de plecare pentru măsurarea distanțelor către alte orașe, așa cum este indicat în mozaicul Harta de la Madaba. Acest stâlp s-ar fi prăbușit sau ar fi fost demolat în timpul ocupației bizantine.
În secolul al XX-lea piața din exteriorul Porții Jaffa a îndeplinit același scop. În timpul mandatului britanic asupra Palestinei, o bornă aflată în afara porții a servit ca punct zero pentru măsurarea distanțelor față de Ierusalim. Astăzi nu există nici o astfel de bornă.

### Pavilionul Bezalel

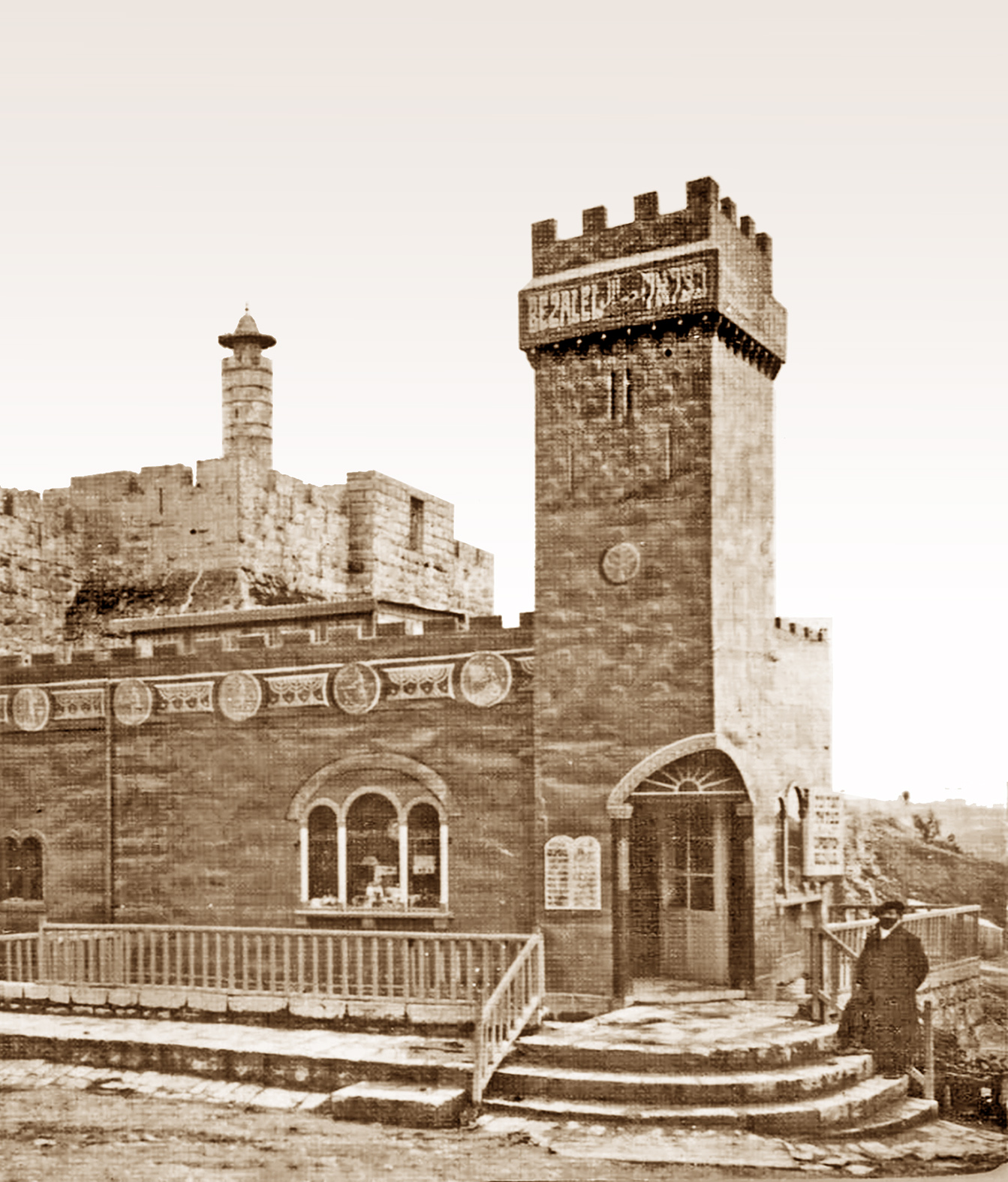
Pavilionul Bezalel de lângă Poarta Jaffa.

Pavilionul Bezalel din apropiere de Poarta Jaffa era o construcție din lemn placată cu tinichea, cu un acoperiș crestat și un turn, construită în 1912 ca magazin și expoziție a Academiei de Arte și Design „Bezalel”. El a fost proiectat special pentru turiști și trecători în drumul lor în și din Orașul Vechi. Pavilionul a fost distrus la șase ani după ce a fost ridicat.

### Turnul cu ceas

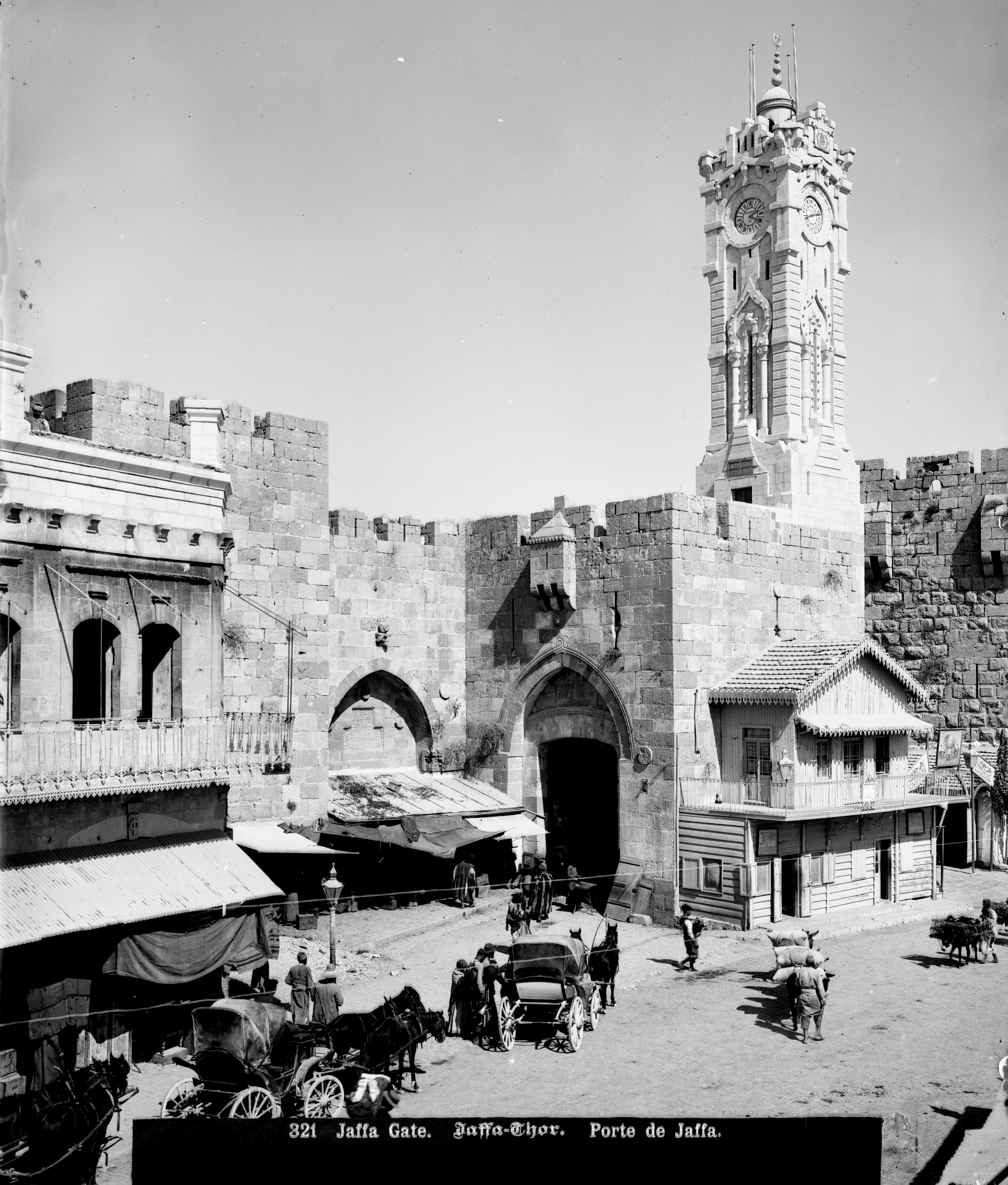
Turnul cu ceas otoman a existat între 1908 și 1922.

În 1907 a fost construit un ceas pe acoperișul Porții Jaffa, iar în 1908 a fost ridicat un turn cu ceas deasupra porții pentru a servi cartierul comercial în curs de dezvoltare în partea superioară a văii Hinom. El trebuia să fie unul din cele aproximativ o sută de turnuri cu ceas, ce urmau să fie construite în întreg Imperiul Otoman în 1900 pentru a celebra cel de-al 25-lea an al domniei sultanului Abdul Hamid al II-lea. Turnul a costat 20.000 de franci; starea de sărăcie a orașului a cauzat o strângere dificilă a banilor, iar turnul cu ceas a fost finalizat abia în 1908. El a rămas în picioare doar un deceniu, fiind dărâmat de britanici în 1922 din motive estetice.
Au fost construite șapte turnuri de ceas pe teritoriul actual al Israelului și în teritoriile palestiniene - la Safed, Acra, Haifa, Nazaret, Nablus, Ierusalim și faimosul turn din Jaffa. Faptul că Poarta Jaffa din Ierusalim a fost aleasă pentru amplasarea unui turn cu ceas indică importanța porții la momentul respectiv, mai mare chiar decât a Porții Damascului.
Turnul cu Ceas a fost construit din calcar extras din Peștera lui Zedechia aflată în apropiere. El avea o înălțime de aproximativ 4 metri și avea patru fețe de ceas (pe fiecare latură) orientate spre punctele cardinale. Fețele de pe laturile de est și de vest arătau ora oficială (ora Europei), în timp ce fețele de pe laturile de nord și de sud arătau ora locală. Deasupra fețele de ceas era un clopot, precum și o stea și o semilună ce simbolizau dominația otomană.

### Fântâna turco-otomană

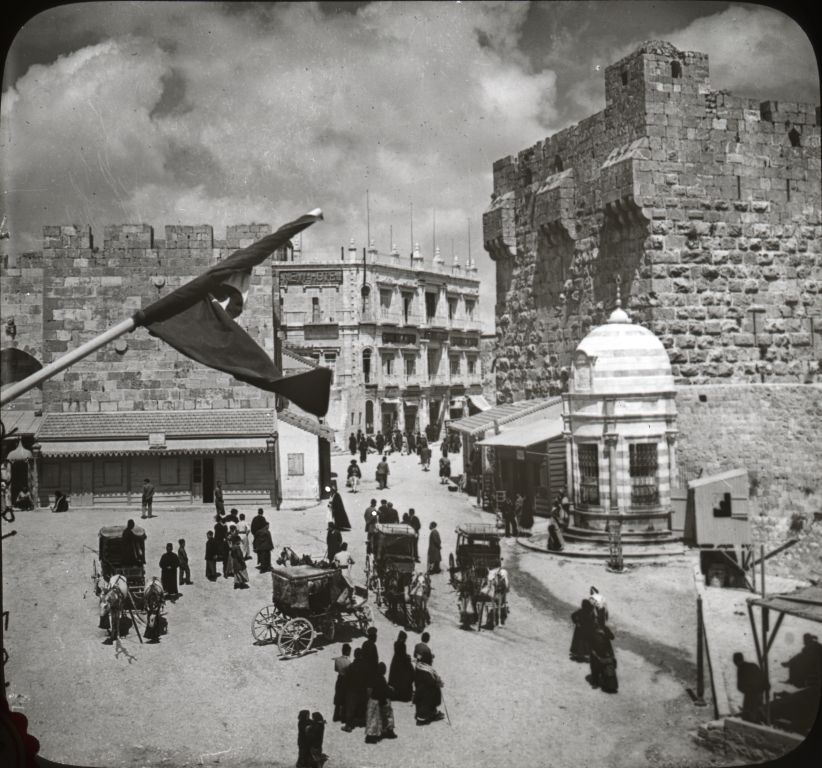
Fântâna otomană de la intrare.

La intrarea prin Poarta Jaffa, lângă Pavilionul Bezalel, se afla o fântână (sebil) construită de sultan.

## Topografie

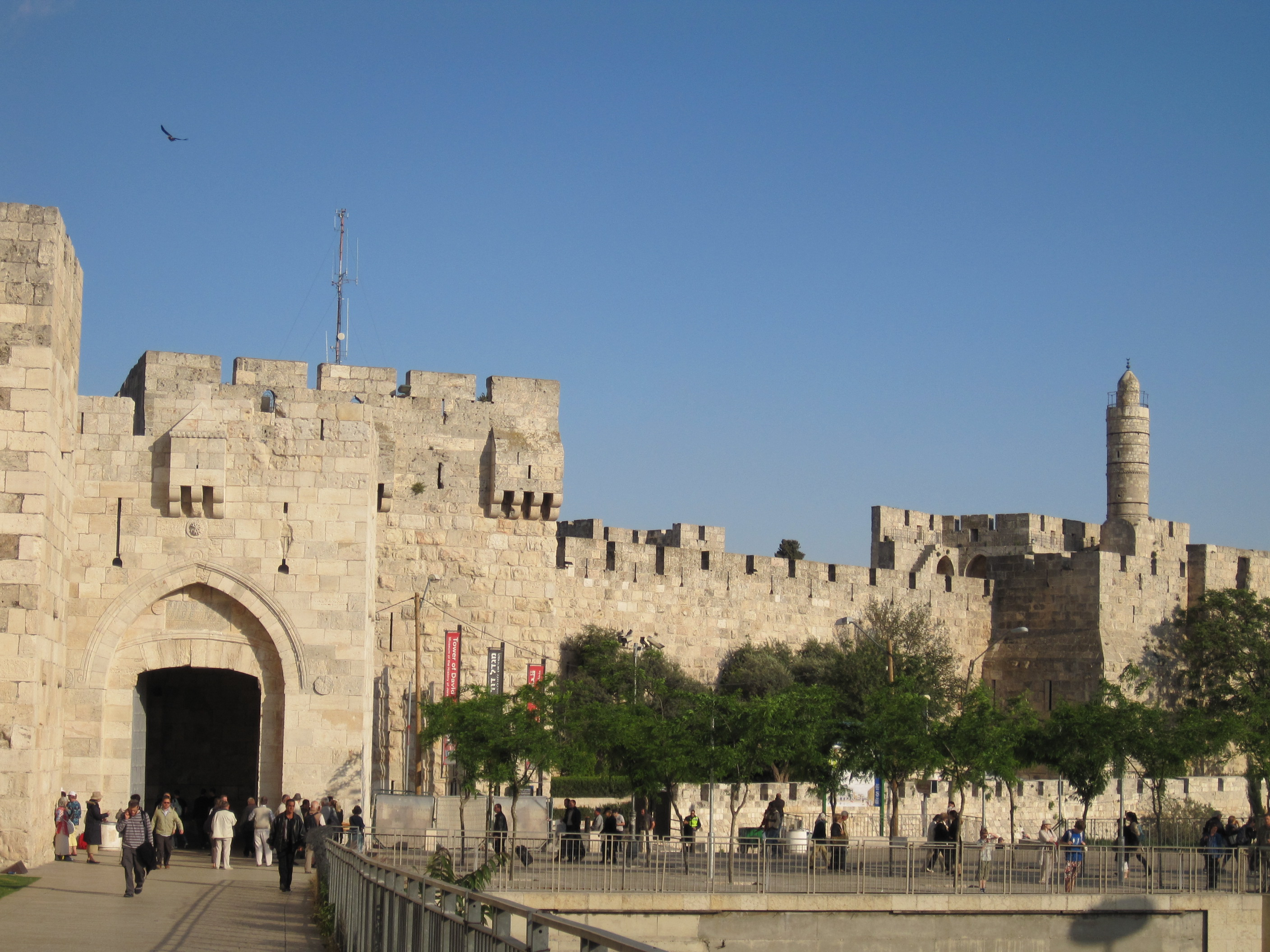
Poarta Jaffa (în stânga) și Turnul lui David (în dreapta).

În interiorul Porții Jaffa este o mică piață cu intrări în Cartierul Creștin (în stânga), Cartierul Musulman (drept înainte) și Cartierul Armenesc (spre dreapta, pe lângă Turnul lui David). Aici se află un birou de informații turistice și câteva magazine. Intrarea in Cartierul Musulman face parte din suq (piață).
Amplasarea porții este determinată de topografia orașului, fiind situată de-a lungul văii ce este continuată de Drumul Jaffa în Orașul Vechi, între dealul nordic al Acrei și dealul sudic al Muntelui Sion. Drumul și valea care urmează continuă înspre est și în jos, în Valea Tyropoeon, intersectând părțile de nord și de sud ale orașului, cu cartierele creștin și musulman la nord, și cu cartierele armenesc și evreiesc la sud.
La sud de Poarta Jaffa este Turnul lui David, unul dintre reperele distincte ale Ierusalimului. Se crede că a fost construită pe locul unde s-a aflat turnul Phasael al lui Irod cel Mare, dar actuala fortăreață a fost construită în timpul domniei lui Soliman Magnificul. Este numit Turnul lui David din cauza unei asocierii cu un turn descris în Biblia ebraică.

## Renovare
Poarta Jaffa este utilizată intens de către pietoni și vehicule. La începutul anilor 2000, drumul ce ducea la poartă a fost mutat mai spre vest în continuare și s-a construit o piață în locul său pentru a lega Poarta Jaffa cu centrul comercial Mamilla ce se construia vizavi.
În anul 2010 Autoritatea pentru Antichități a Israelului a realizat timp de două luni o restaurare și o curățare a Porții Jaffa ca parte a unui proiect de 4 milioane de dolari inițiat în 2007 pentru renovarea zidurilor vechi ale orașului. Renovarea a inclus înlocuirea pietrelor sparte, curățarea pereților de depunerile în timp de zeci de ani a reziduurilor provenite de la gazele de eșapament și reamplasarea unei inscripții elaborate în limba arabă în locul unde fusese inscripția inițială din 1593. Fragmentele de gloanțe din poartă, ce proveneau de la Războiul de Independență, au fost păstrate. Lucrările de infrastructură de lângă Poarta Jaffa au dus, de asemenea, la descoperirea unui apeduct ce data din secolele II-III e.n.

## Tur virtual
- Jaffa Gate virtual tour Arhivat în 16 ianuarie 2008, la Wayback Machine.